# Universitätsdörfer (Leipzig)

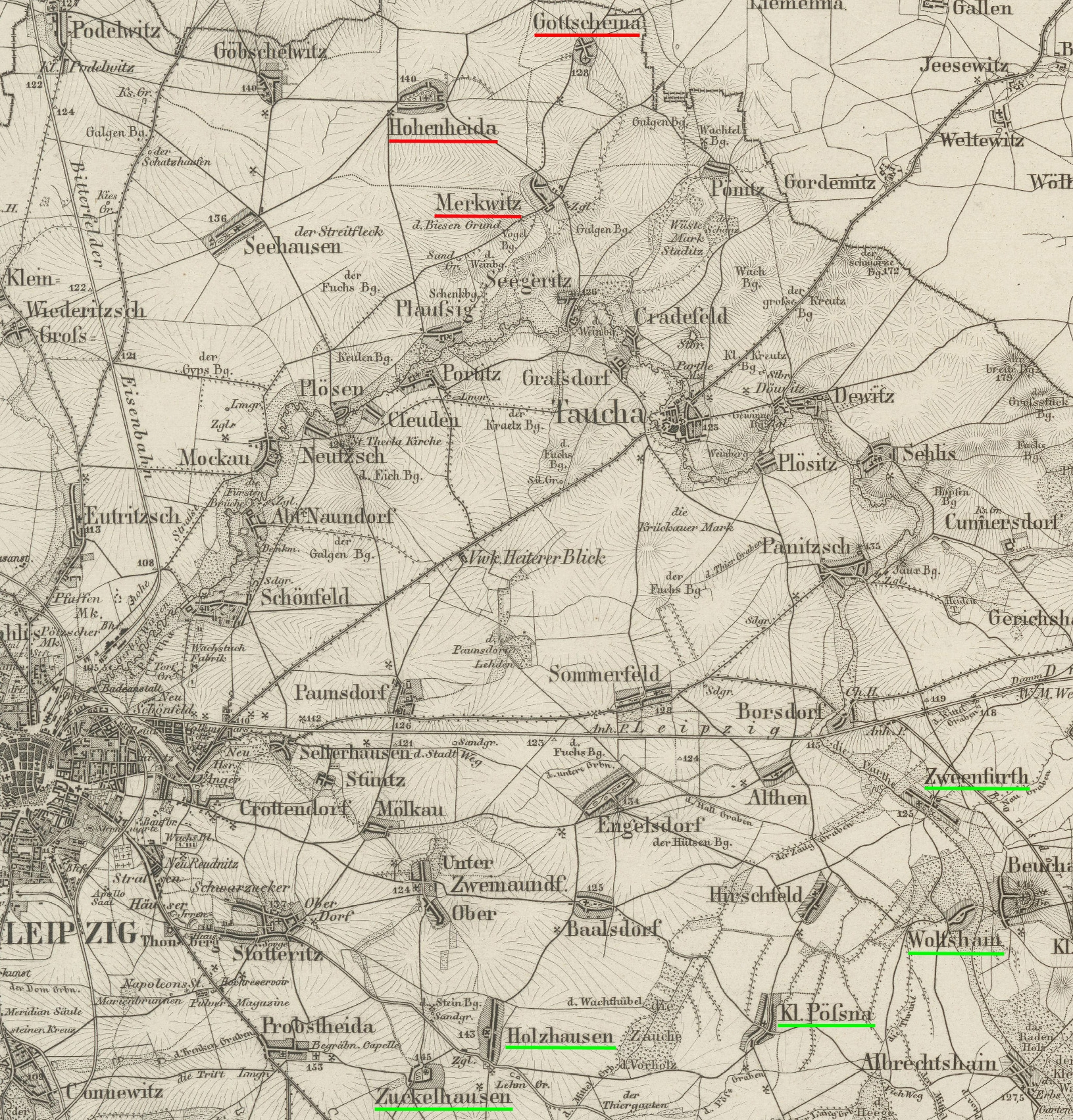
Die Universitätsdörfer (rot=„alte“, grün=„neue“)

Zur Sicherung der materiellen Basis der Universität Leipzig wurde ihr vom Landesherrn die Grundherrschaft über einige Dörfer nordöstlich und östlich der Stadt übertragen, die Universitätsdörfer. Das waren anfangs Merkwitz, Hohenheida und Gottscheina, die später auch „alte“ Universitätsdörfer hießen, und danach noch Holzhausen, Zuckelhausen, Kleinpösna, Wolfshain und Zweenfurth.

## Geschichte
Im Jahr 1438 übereigneten Kurfürst Friedrich II. von Sachsen und sein Bruder Wilhelm der Universität Leipzig die Lehnsherrschaft über die Dörfer Merkwitz, Hohenheida und Gottscheina; dies wurde in einer Urkunde festgehalten. Die Bauern der Dörfer hatten Abgaben an die Universität zu entrichten, die sowohl Geld als auch Naturalien wie Gänse, Hühner, Getreide und Flachs betrafen. Dennoch waren diese Leistungen geringer als diejenigen der Dörfer, die zu Rittergütern gehörten. Damit war der Status des Universitätsdorfes als ein gewisses Privileg anzusehen.
Als im Zuge der Reformation das säkularisierte Leipziger Dominikanerkloster in den Besitz der Universität überging, wurde diese auch Grund- und Gerichtsherr über die „neuen“ Universitätsdörfer Holzhausen, Zuckelhausen, Kleinpösna, Wolfshain und Zweenfurth. In einer Urkunde vom 22. April 1544 bestätigten Herzog Moritz und dessen Bruder August diesen Besitzerwerb.
Für die Verwaltung der Universitätsdörfer war an der Universität die Großpropstei bzw. das Großprobsteigericht zuständig. In der Verfassung der Großpropstei waren die Höhe der Abgaben und die Formen des Zusammenwirkens festgelegt. Der Großpropst war im Jahreswechsel in der Regel der erste oder dritte Professor der Juristenfakultät; im Verwaltungsjahr 1748/49 war es Johann Christoph Gottsched. Neben der Kontrolle des dörflichen Niedergerichts oblag dem Großpropst das Obergericht oder das „peinliche Halsgericht“, bei dem Kerkerstrafen in der Pleißenburg oder auch die Todesstrafe verhängt werden konnten. Zum sogenannten Jahrgericht, auf dem Bagatellfälle verhandelt wurden, reisten der Großpropst und weitere Professoren anfangs zwei- bis dreimal jährlich, später nur einmal, auf die Dörfer. Die Bauern hatten nach den Gerichtsverhandlungen ein Festmahl auszurichten. Als dieses immer mehr zum Hauptreisegrund wurde, wurden die Jahrgerichte abgeschafft. Das letzte fand 1753 statt. Im Rahmen des 600. Jubiläums der Universität Leipzig wurde von der Juristenfakultät und den Bürgervereinen Hohenheida und Merkwitz am 21. Juni 2009 ein Jahrgericht auf dem Dorfanger von Hohenheida nachgestellt.
Mit der Agrarreform von 1832 vollzog sich die Ablösung der Grundherrschaft auch für die Universitätsdörfer. Die von der Universität ausgeübte Gerichtsbarkeit über die Universitätsdörfer ging 1852/53 an das Kreisamt Leipzig über.
Heute gehören Merkwitz zu Taucha, Wolfshain zu Brandis und Zweenfurth zu Borsdorf. Die übrigen ehemaligen Universitätsdörfer wurden nach Leipzig eingemeindet.

## Weiteres
Auch die Universität Wittenberg besaß analog der Leipziger Universitätsdörfer. Eines davon war zum Beispiel seit 1507 Piesteritz.